# Pleione limprichtii
Espèce
Statut CITES
Pleione limprichtii est une espèce d'orchidées du genre Pleione originaire de Chine.